# Dzserba–Zarzis nemzetközi repülőtér
A Dzserba–Zarzis nemzetközi repülőtér (francia: Aéroport international de Djerba-Zarzis, arabul: مطار جربة جرجيس) (IATA: DJE, ICAO: DTTJ) Tunézia egyik kisebb nemzetközi repülőtere Dzserba szigetén, Houmt-Souk közelében. Éves utasforgalma 1 969 043 fő (2012).

## Futópályák
A repülőtér futópályái:
- 09/27

## Forgalom
Az utasforgalom az elmúlt években az alábbi módon változott:
| 2011 | 1 791 144 |
| 2012 | 1 969 043 |

## Légitársaságok és úticélok
2024-ben a Dzserba–Zarzis nemzetközi repülőtérről az alábbi járatok indulnak:
| Légitársaság                  | Célállomások |
| ----------------------------- | --- |
| ASL Airlines France           | Szezonális: Párizs-Charles de Gaulle repülőtér |
| BH Air                        | Szezonális charter: Szófia |
| Brüsszel Airlines             | Szezonális: Brüsszel |
| Discover Airlines             | Szezonális: Frankfurt, München (kezdődik 2024 május 1-től) |
| easyJet                       | Genf (kezdődik 2024 április 3-tól) |
| Edelweiss Air                 | Szezonális: Zürich |
| European Air Charter          | Szezonális charter: Plovdiv, Szófia, Várna (kezdődik 2024 május 20-tól) |
| Helvetic Airways              | Szezonális: Bern (kezdődik 2024 június 7-től) |
| Luxair                        | Luxembourg |
| Neos                          | Szezonális: Bergamo, Bologna, Milánó–Malpensa, Róma–Fiumicino, Verona |
| Nouvelair                     | Lille, Lyon, Marseille, Nantes, Párizs-Charles de Gaulle repülőtér, Toulouse Szezonális: Basel/Mulhouse, Berlin, Bordeaux, Brüsszel, Köln/Bonn, Düsseldorf, Frankfurt, Hannover, Lipcse/Halle, München, Strasbourg, Stuttgart, Bécs Szezonális charter: Belgrád, Lisszabon, Porto |
| Smartwings                    | Szezonális charter: Bratislava, Brno, Ostrava, Prága |
| Swiss International Air Lines | Szezonális: Genf |
| TAP Air Portugal              | Szezonális: Lisszabon |
| Transavia                     | Párizs–Orly Szezonális: Lyon, Marseille, Montpellier, Nantes |
| TUI fly Belgium               | Brüsszel Szezonális: Liège |
| TUI fly Deutschland           | Szezonális: Düsseldorf, Frankfurt, Hannover, München, Stuttgart |
| TUI fly Netherlands           | Szezonális: Amszterdam |
| Tunisair                      | Düsseldorf, Frankfurt, Lyon, Marseille, München, Nantes, Nizza, Párizs–Orly, Strasbourg Szezonális: Berlin, Bordeaux, Brüsszel, Genf, Hannover, Lisszabon, Porto, Zürich (újrakezdődik 2024 június 1-től)                                                                         |
| Tunisair Express              | Tripoli–Mitiga, Tunisz |